# آرمادیلوی پری‌وار بزرگ
آرمادیلوی پری‌وار بزرگ (نام علمی: Calyptophractus retusus) نام یک گونه از تیره آرمادیلو است.